# هکت (آرکانزاس)
هکت (آرکانزاس) (به انگلیسی: Hackett, Arkansas) یک شهر در ایالات متحده آمریکا با جمعیت ۸۱۲ نفر است که در آرکانزاس واقع شده‌است.

## موقعیت جغرافیایی
موقعیت جغرافیایی شهرها و مناطق اطراف به شرح زیر است: